# 嘉義東市場

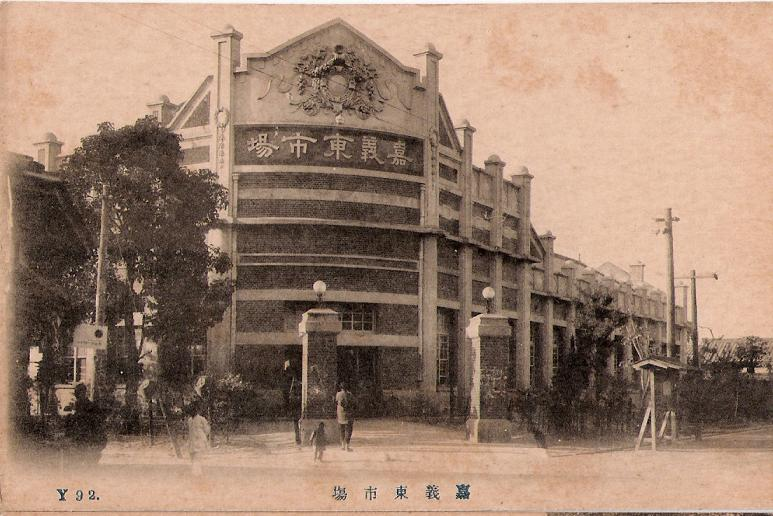
嘉義東市場東南側入口舊照

嘉義東市場（嘉義市東公有零售市場）為位於臺灣嘉義市東區的一座傳統市場，創建於1900年並持續營運至今，市場內共設有208個攤位。

## 沿革

### 日治時期
嘉義東市場最初建於1900年，原址本來為諸羅縣衙署。東市場於1906年梅山地震全數傾倒，之後由嘉義衛生組合於同年花費16,700圓在原址興建東市場，於1907年2月完工，其構造係按照台南西市場的標準所興建。東市場後來又在1930年的新營地震中受損。
由於東市場的空間逐漸不足，市場設備不完備且部分木構造腐朽，嘉義市役所於於1934年計畫改建東市場和西市場，在1937年通過改建計畫，將東市場增建一棟賣店、兩棟小賣店並改建東市場事務所，東、西市場的改建費用共60,000圓。東市場當時以中央走道分為東西兩側，東側為東市場本館、東市場事務所、果菜市場和些許店舖，西側則皆為店舖。嘉義東市場於1941年中埔地震再度受損。於1942至1945年間，因第二次世界大戰的美軍空襲，亦造成東市場有零星火災發生。

### 戰後
1963年，東市場的東南側因火災燒毀，之後改建為現今之樣貌。1978年2月16日下午，東市場北側臨中正路的商家起火，造成東市場的西半部的木造攤位燒毀，之後由嘉義市財政局規劃重建為商業大樓。1987年，東市場大樓完工；大樓除一樓攤販為，現今部分由行政機關進駐，如嘉義東區戶政事務所、外交部雲嘉南辦事處和行政院雲嘉南區聯合服務中心等。東半部後來亦經局部增建為木造一層樓與混凝土造二層樓的建築物。

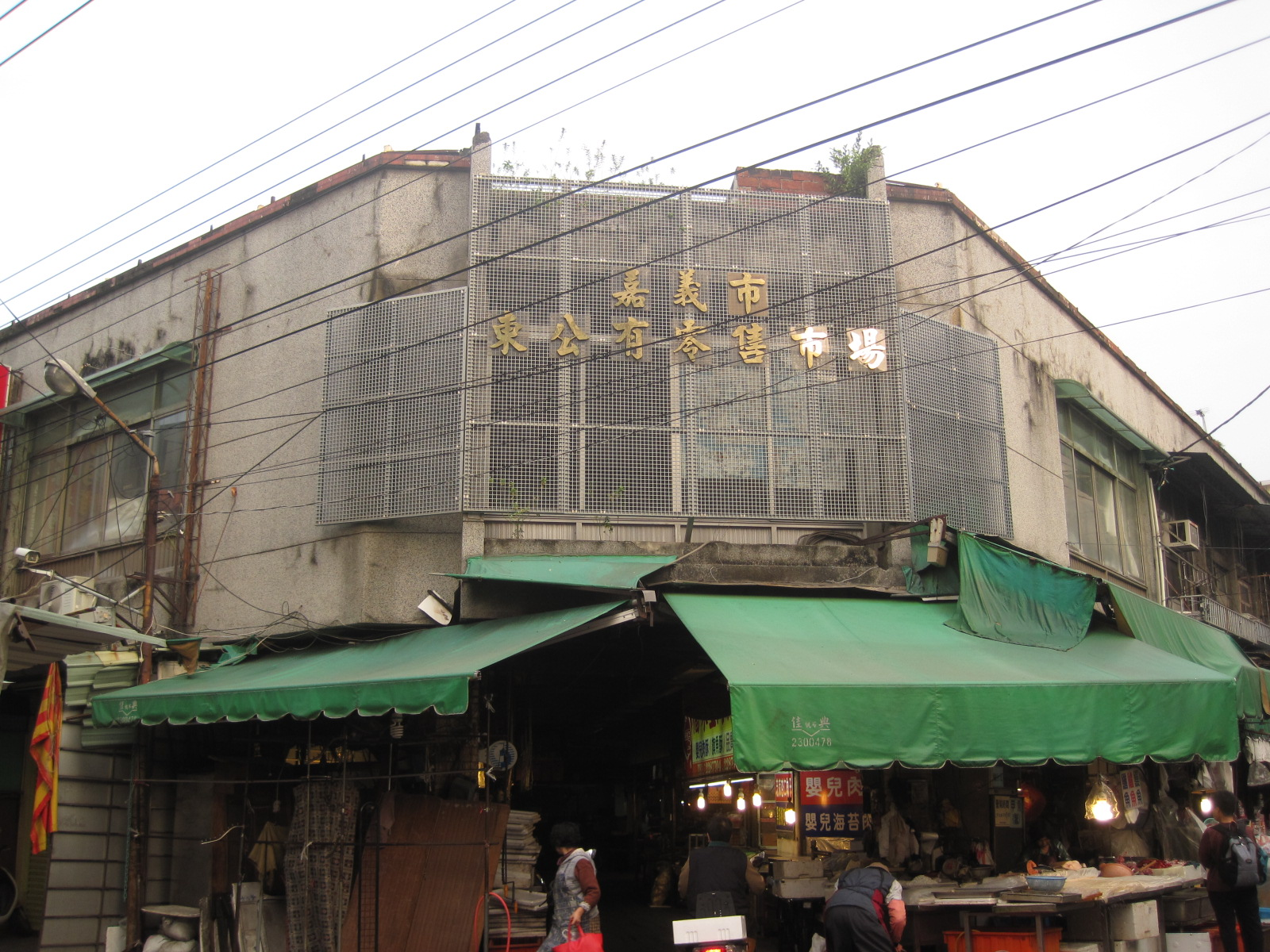
嘉義東市場東南側入口
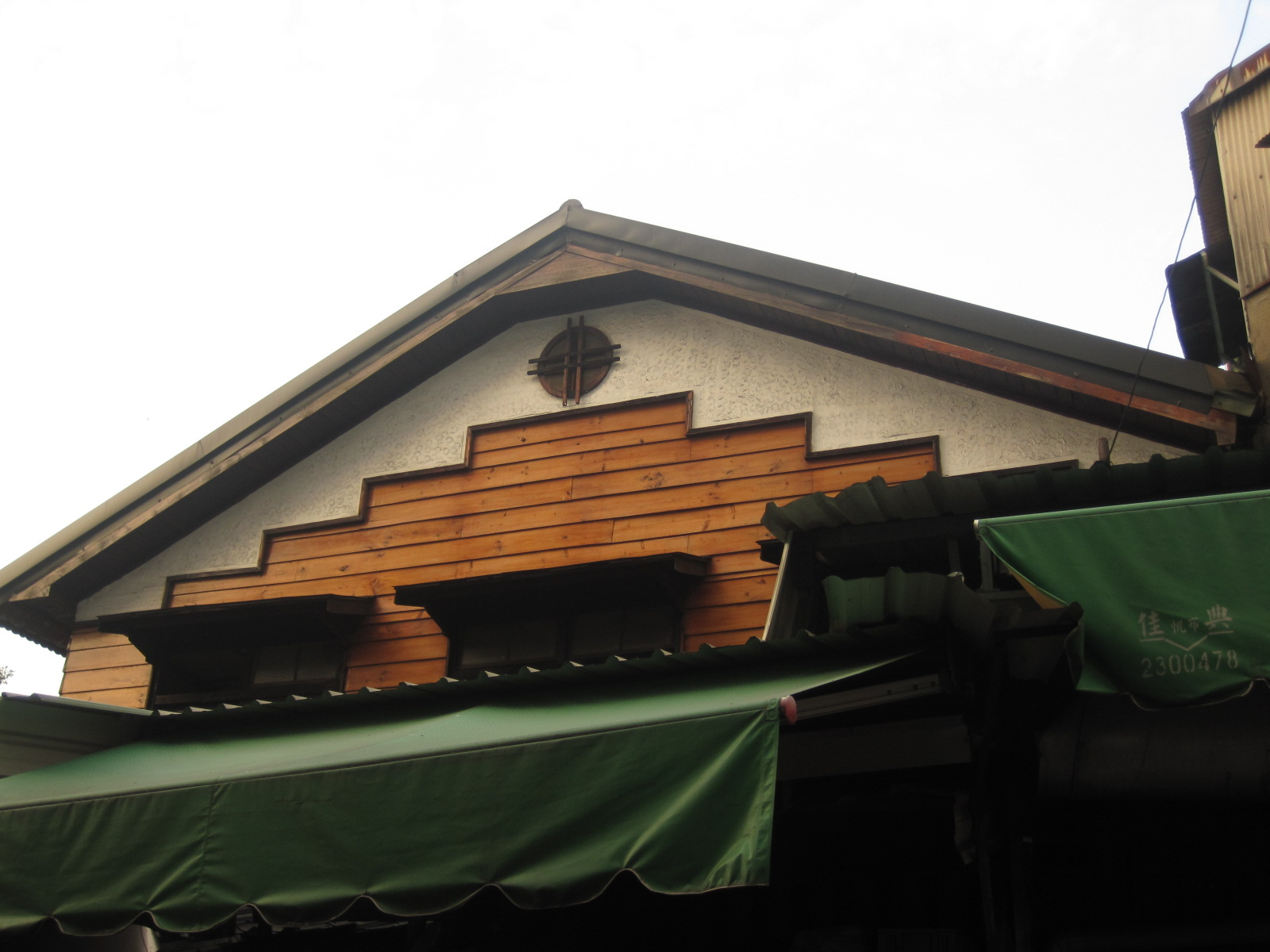
嘉義東市場事務所

## 文化資產
東市場目前僅有臨北側（中正路）與東側（忠孝路）的木構造建築為日治時代後期所興建。其木造與挑高的形式實為少見，於2015年被登錄為嘉義市歷史建築。

## 交通
嘉義市公車
| 路線       | 業者     | 行先              | 停靠站     |
| ---------- | -------- | ----------------- | ---------- |
| 光林我嘉線 | 國光客運 | 港坪運動公園—蘭潭 | 嘉邑城隍廟 |